# جان باکن
جان باکن (انگلیسی: John Buchan؛ ۲۶ اوت ۱۸۷۵ – ۱۱ فوریهٔ ۱۹۴۰) یک خبرنگار، سیاست‌مدار و پدیدآور اهل بریتانیا بود.